# E3 Prijs Harelbeke 1989
L'E3 Prijs Harelbeke 1989, trentaduesima edizione della corsa, si svolse il 27 marzo su un percorso di 211 km, con partenza ed arrivo a Harelbeke. Fu vinta dal belga Eddy Planckaert della squadra ADR- W-Cup-Bottecchia davanti all'olandese Adrie van der Poel e all'altro belga Marc Sergeant.

## Ordine d'arrivo (Top 10)
| Pos. | Corridore          | Squadra               | Tempo    |
| ---- | ------------------ | --------------------- | -------- |
| 1    | Eddy Planckaert    | ADR- W-Cup-Bottecchia | 5h12'00" |
| 2    | Adrie van der Poel | Domex-Weinmann        | s.t.     |
| 3    | Marc Sergeant      | Hitachi               | s.t.     |
| 4    | Eddy Schurer       | TVM-Van Schilt        | s.t.     |
| 5    | Claude Criquielion | Hitachi               | a 15"    |
| 6    | Phil Anderson      | TVM-Van Schilt        | a 1'10"  |
| 7    | Jean-Marie Wampers | Panasonic-Isostar     | s.t.     |
| 8    | Roberto Gaggioli   | Eurocar-Mosoca-Galli  | s.t.     |
| 9    | Mathieu Hermans    | Caja Rural-Paternina  | s.t.     |
| 10   | Jan Goessens       | Domex-Weinmann        | s.t.     |